# Jennifer Gadirova
Jennifer Gadirova (3 oktober 2004) is een in Ierland geboren Britse artistieke turnster van Azerbeidzjaanse afkomst. Ze vertegenwoordigde Groot-Brittannië op de Olympische Zomerspelen van 2020 en won een bronzen medaille in het teamevenement. Ze nam deel aan de 2019 Junior World Championships samen met haar tweelingzus Jessica, waar ze een zilveren medaille won in de finale van de sprong.

## Persoonlijk leven
Gadirova en haar tweelingzus Jessica zijn geboren in Dublin, Ierland, en zijn van Azerbeidzjaanse afkomst. Hun vader, Natig Gadirov, en hun moeder komen uit Azerbeidzjan. Gadirova werd in Ierland geboren terwijl haar ouders daar enkele maanden werkten. Daardoor heeft zij zowel de Ierse als de Britse nationaliteit. Haar grootouders van vaderskant wonen in Bakoe: haar grootmoeder is een gepensioneerde kinderarts en haar grootvader is professor in de natuurkunde en wiskunde. Gadirova en haar zusje begonnen op zesjarige leeftijd met turnen omdat hun moeder wilde dat ze een uitlaatklep hadden voor hun energie.

## Loopbaan

### Senior

#### 2020
In 2020 werd Gadirova senior; haar seniorendebuut was de American Cup waar ze de geblesseerde Amelie Morgan verving. Ze werd vierde (door een val) achter Morgan Hurd, Kayla DiCello (beiden uit de Verenigde Staten), en Hitomi Hatakeda uit Japan. Daar behaalde ze de hoogste score op vloeroefening (13,700) en sprong (14,566), de tweede hoogste op evenwichtsbalk (13,933), en de tiende hoogste op ongelijke leggers.

#### 2021
In april werd Gadirova geselecteerd om Groot-Brittannië te vertegenwoordigen op de Europese Kampioenschappen, samen met haar tweelingzus Jessica, Alice Kinsella en Amelie Morgan. Later die maand trok ze zich uit voorzorg terug vanwege een lichte blessure en werd vervangen door Phoebe Jakubczyk.
Op 7 juni werd Gadirova geselecteerd om Groot-Brittannië te vertegenwoordigen op de Olympische Zomerspelen van 2020, naast haar tweelingzus Jessica, Alice Kinsella en Amelie Morgan. Op de Olympische Spelen kwalificeerde Gadirova zich voor de meerkampfinale; daarnaast kwalificeerde Groot-Brittannië zich voor de teamfinale. Tijdens de teamfinale turnde Gadirova op sprong, evenwichtsbalk en vloeroefening, waarbij ze al haar oefeningen deed en Groot-Brittannië hielp de bronzen medaille te winnen, hun eerste Olympische teammedaille in 93 jaar. Tijdens de meerkampfinale had Gadirova wat kleine problemen op de ongelijke leggers, maar ze eindigde toch op de 13e plaats. Oorspronkelijk was Gadirova de eerste reserve voor de finale van de vloeroefening en ze kon meedoen nadat Simone Biles zich had teruggetrokken. Tijdens de finale van de vloeroefening eindigde Gadirova op de zevende plaats.

#### 2022
In maart nam Gadirova deel aan de Engelse kampioenschappen waar ze derde werd op balk en tweede op vloer.
Later die maand nam Gadirova deel aan de Britse kampioenschappen in Liverpool, waar ze brons won in de meerkamp met een score van 52,350, achter haar Aylesbury-teamgenoten Jessica Gadirova en Ondine Achampong.  Daarna won ze brons op de ongelijke leggers, goud op balk en zilver op vloer in de toestelfinales.  In juli werd Gadirova geselecteerd om deel te nemen aan de Europese Kampioenschappen naast haar zus Jessica, Achampong, Georgia-Mae Fenton en Alice Kinsella. Daar behaalde ze scores op evenwichtsbalk en vloeroefening voor de tweede plaats van Groot-Brittannië. Tijdens de finale werd Gadirova vijfde op de vloeroefening.
In september nam Gadirova deel aan de Paris World Challenge Cup. Ze kwalificeerde zich voor de finales van evenwichtsbalk en vloeroefening. Ze won brons op vloeroefening achter de Amerikanen Jordan Chiles en Shilese Jones en werd vierde op evenwichtsbalk. Later die maand werd Gadirova opgenomen in het team voor de wereldkampioenschappen van 2022, opnieuw samen met haar tweelingzus Jessica, Achampong, Kinsella en Fenton. Gadirova kwalificeerde zich voor de finale van de vloeroefening en hielp Groot-Brittannië zich te kwalificeren voor de teamfinale. Tijdens de teamfinale deed Gadirova mee aan de vloeroefening, waardoor Groot-Brittannië de zilveren medaille won en hun hoogste plaats op een WK behaalde.